# Lauri Vuorinen
Lauri Vuorinen, född 1 januari 1995, är en finländsk längdskidåkare som specialiserar på sprint och som representerar det finländska landslaget.

## Karriär
Lauri Vuorinen debuterade i världscupen 2013. Han har gjort över 100 starter och har tagit två pallplatser. Vid VM 2025 tog Vuorinen brons på fristilssprinten.